# Dracaena guianensis
Espèce
Synonymes
- Teius crocodilurus Merrem, 1820

Statut de conservation UICN

 LC : Préoccupation mineure
Statut CITES
Dracaena guianensis, appelé lézard-caïman ou dracène, est une espèce de sauriens de la famille des Teiidae.

## Répartition
Cette espèce se rencontre :
- en Guyane ;
- en Colombie ;
- au Venezuela ;
- au Pérou ;
- au Brésil dans les États d'Amazonas, d'Amapá et du Maranhão.

Sa présence est incertaine au Guyana et au Suriname.

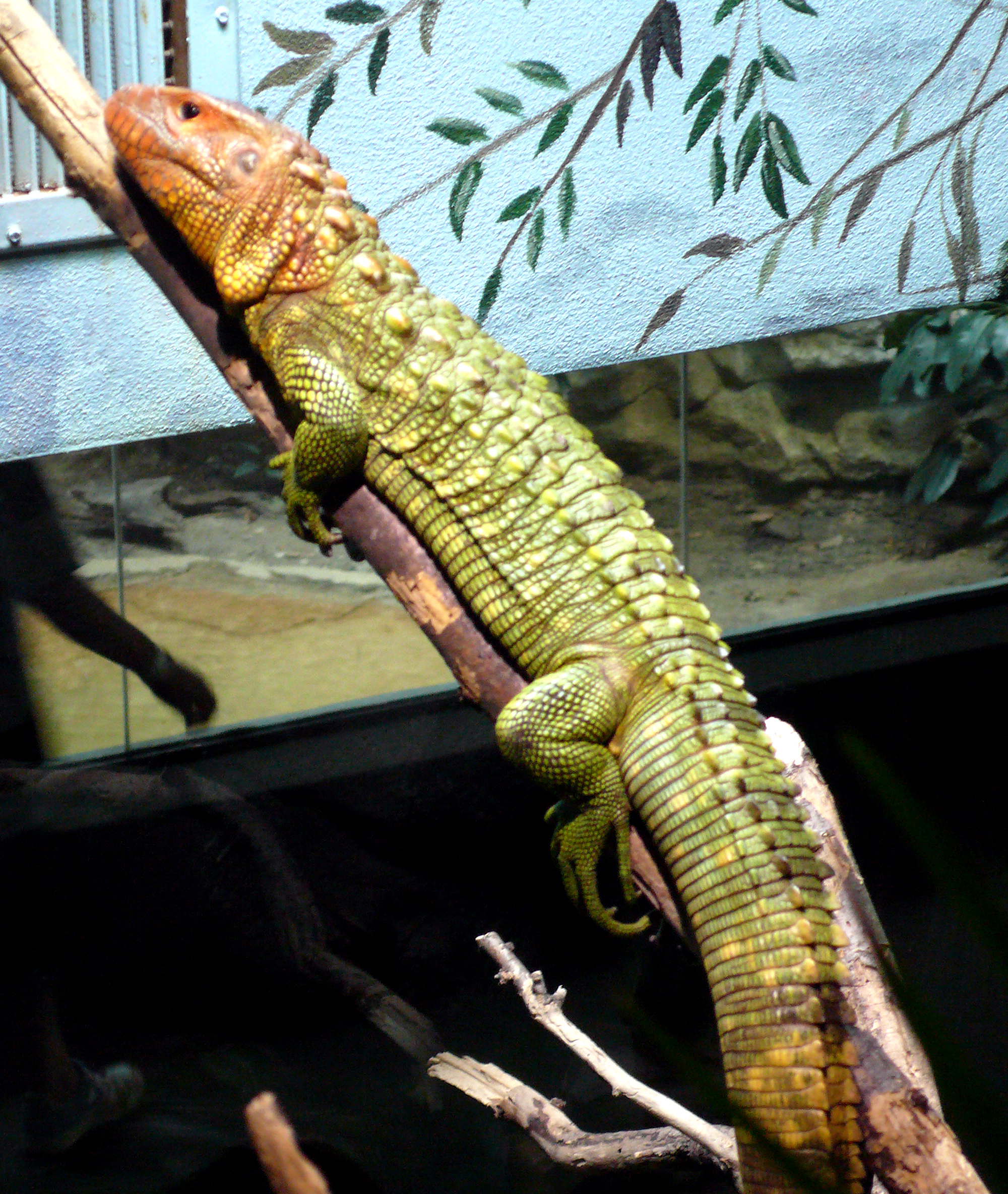

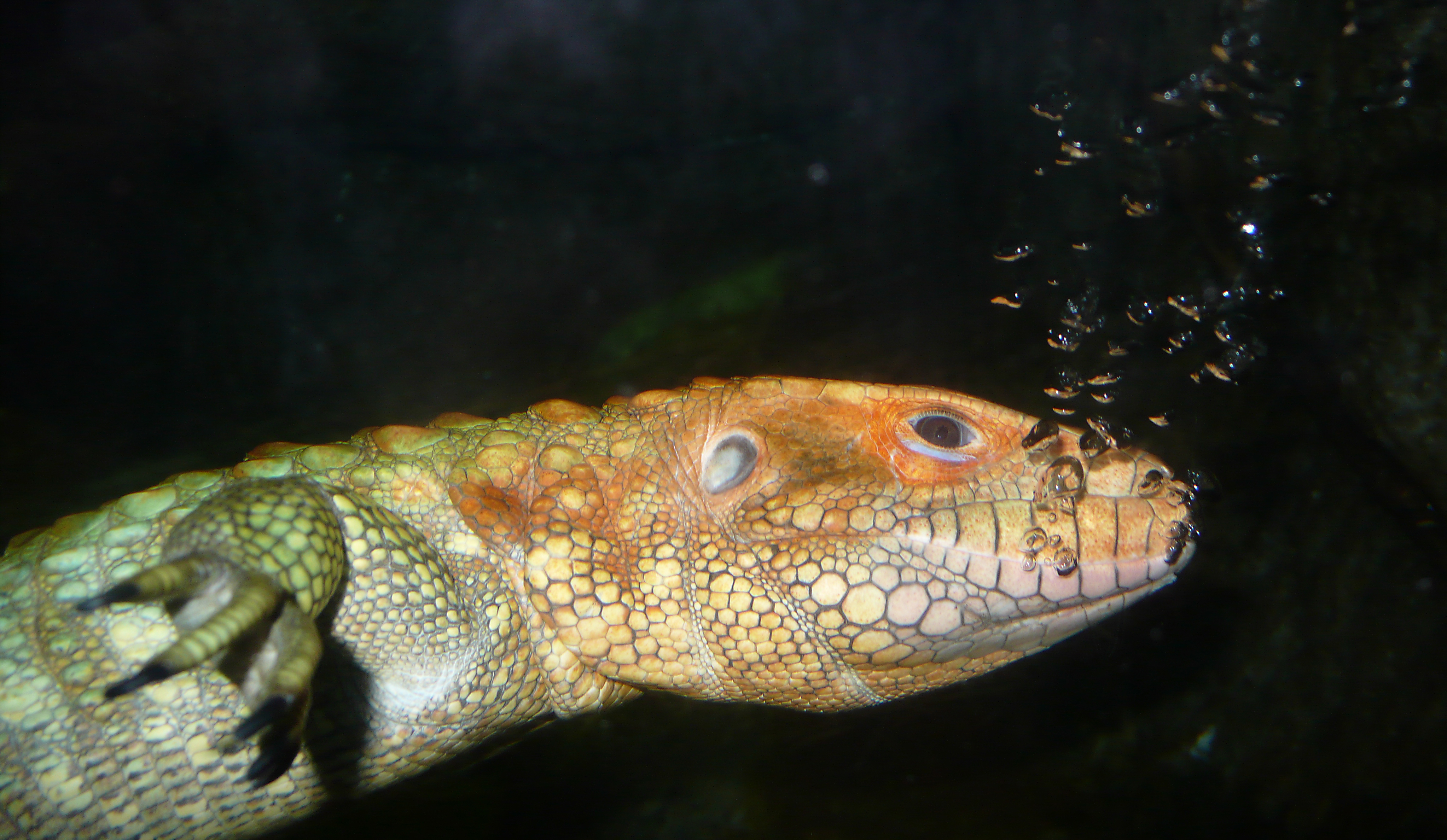

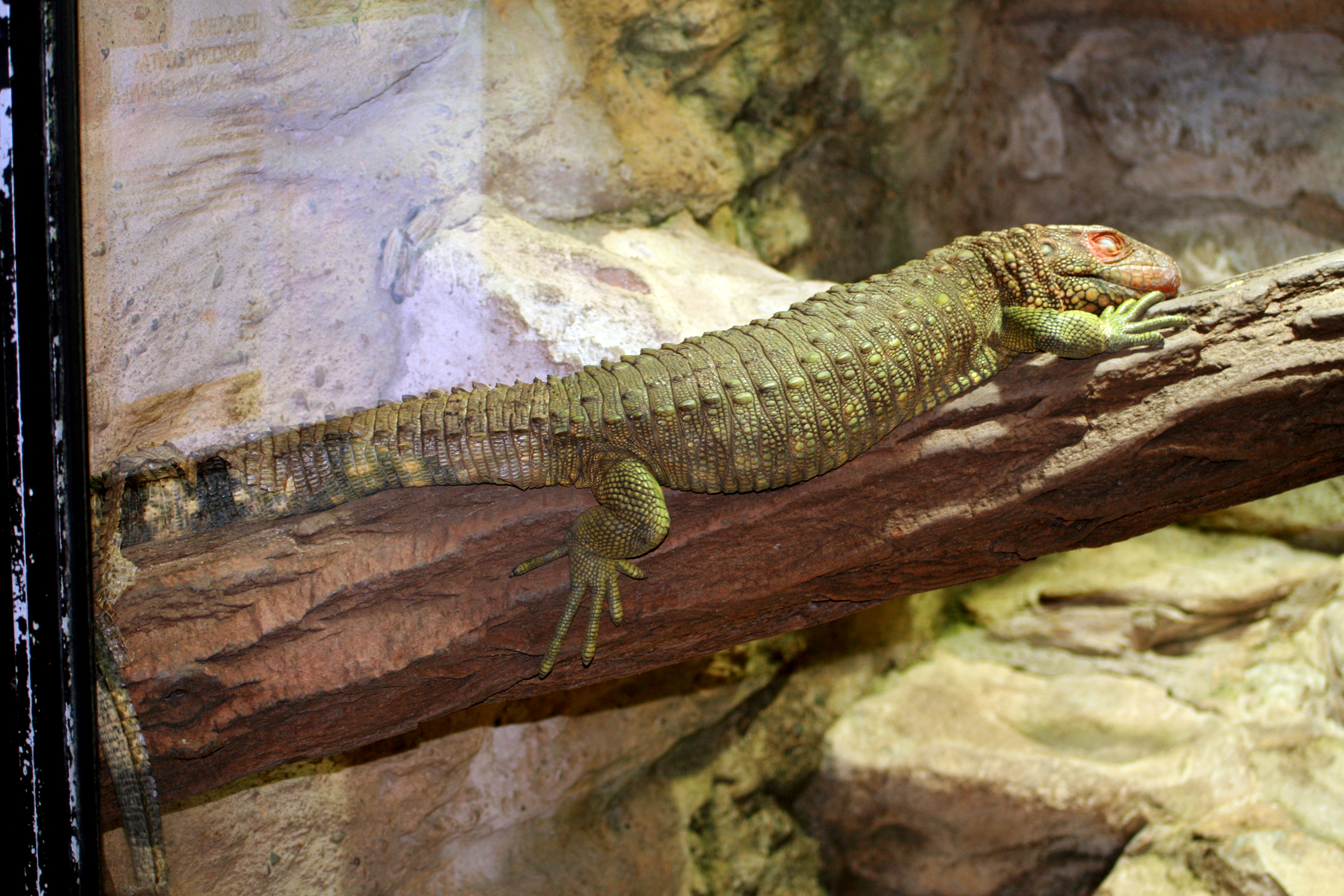

## Publication originale
- Daudin, 1802 : Histoire Naturelle, Générale et Particulière des Reptiles; ouvrage faisant suit à l'Histoire naturelle générale et particulière, composée par Leclerc de Buffon; et rédigee par C.S. Sonnini, membre de plusieurs sociétés savantes, vol. 2, F. Dufart, Paris, p. 1-432 (texte intégral).